# Centerville (Missouri)
Centerville is een plaats (city) in de Amerikaanse staat Missouri, en valt bestuurlijk gezien onder Reynolds County.

## Demografie
Bij de volkstelling in 2000 werd het aantal inwoners vastgesteld op 171.
In 2006 is het aantal inwoners door het United States Census Bureau geschat op 173, een stijging van 2 (1,2%).

## Geografie
Volgens het United States Census Bureau beslaat de plaats een oppervlakte van
0,8 km², geheel bestaande uit land. Centerville ligt op ongeveer 226 m boven zeeniveau.

## Plaatsen in de nabije omgeving
De onderstaande figuur toont nabijgelegen plaatsen in een straal van 36 km rond Centerville.